# Carhartt
Carhartt, Inc.— американская компания-производитель одежды (рабочая одежда), основанная в 1889 году.
Главный офис компании расположен в Дирборне, штат Мичиган.
Компанией по-прежнему владеет семья основателя Гамильтона Кархарта, права владения передаются по наследству.

## Основание и история
Компания Carhartt была основана Гамильтоном Кархартом в 1889 году в Дирборне (Мичиган) для пошива рабочей одежды. Компания начала работу с двумя швейными машинками и пятью сотрудниками. Первым слоганом компании был: «Честное качество за честный доллар». В 1890-x годах компания преимущественно шила одежду для железнодорожников, рабочих. В первую очередь, ценилась прочность и долговечность. Carhartt тесно сотрудничал с местными железнодорожниками, чтобы убедиться, что производимая продукция отвечает их требованиям. 
В течение первых двадцати лет после основания Carhartt обзавёлся восемью фабриками в других городах, включая фабрики в Великобритании и Канаде. 
Во время Великой депрессии компания терпела убытки и вынужденно сокращала производство, но во время Второй мировой войны снова смогла вернуться к прежним объёмам, производя одежду для военных нужд.
На протяжении многих лет компания стремилась к долговечности продукции, включая использование особопрочных нитей, усиленных заклёпок в необходимых местах и прочих различных прочных высокотехнологичных материалов, устойчивых к пламени и воде. В настоящее время одежда Carhartt активно продаётся на строительных сайтах, фермах и ранчо, помимо других магазинов рабочей одежды.
В 1990 году продажи компании составили девяносто два миллиона долларов. 
К 1992 году продавалось больше двух миллионов курток в год.
По состоянию на 2013 год, суммарные продажи Carhartt достигали шестисот миллионов долларов в год.

## Продукция

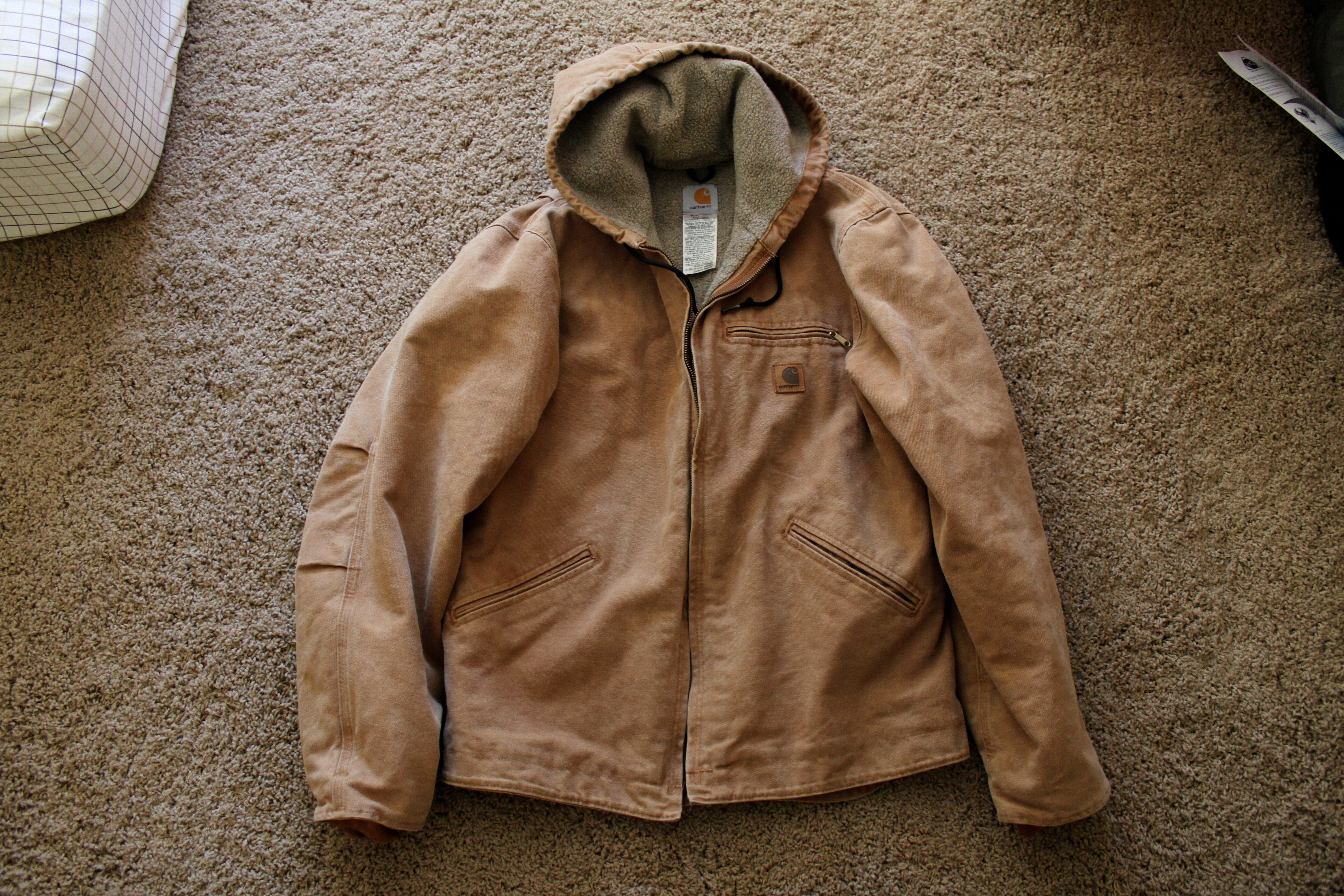
Куртка Carhartt

Carhartt известен своими прочными, ветроустойчивыми, утяжелёнными рабочими куртками, которые популярны у шахтёров, фермеров, охотников и любителей походов. Carhartt также смогла привлечь интерес к своей продукции у населения, не связанного непосредственно с физическим трудом. Куртки Carhartt отличаются минималистичностью, приглушёнными цветами, такими как горчичный или тёмно-синий. Обычно они имеют длину до пояса или на три четверти. Большинство из них сделано из прочного хлопкового материала с тройными швами. Carhartt также выпускает брюки и комбинезоны в цветах, соответствующих курткам. Куртки Carhartt обычно не имеют размеров для высоких или очень худых мужчин и предназначены для мужчин средней комплекции.
В осеннем сезоне 2007 года компания впервые запустила линию рабочей одежды для женщин.

### Сотрудничество
В 2013 году сотрудничества компании включали: Adam Kimmel x Carhartt, A.P.C. x Carhartt. Обе коллекции составляли дизайнеры мод, Адам Киммел и Жан Туиту.
Carhartt начал выпуск собственного крафтового пива «The Carhartt Woodsman» в сотрудничестве с Мичиганским пивзаводом New Holland Brewing.

## Work In Progress (WIP)
Немецкие дизайнеры Эдвин и Саломея Фей, специализирующиеся на изделиях из денима, стали представителями Carhartt в Европе после их визита в США в 1989 году, в столетний юбилей компании. Они начали с продажи стандартной рабочей одежды Carhartt. Спустя несколько лет они получили лицензию на создание собственной линии одежды под брендом Carhartt Work In Progress (WIP). WIP — это стритвир-версия одежды Carhartt, часто воспринимаемая в одном ряду с такими брендами, как Stüssy или Supreme.
Carhartt WIP часто сотрудничает с другими лейблами уличной одежды. Примером может быть коллаборация A Bathing Ape и Carhartt WIP при создании камуфляжных худи и курток. Также компания выпускала одежду совместно с A.P.C., Comme des Garçons, Vetements, Дзюнъей Ватанабэ Pontus Alv’s Polar Skate Co. Стратегия основателей WIP: «погрузиться в интересовавшие их субкультуры и использовать маркетинговые стратегии, существующие в них». Среди выбранных субкультур были: спрей-арт, фэнзины, скейтбординг, Хип-хоп.
Carhartt WIP имеет несколько магазинов в Европе (включая Берлин, Лондон и Барселону), в Азии, Австралии и США (Нью-Йорк).
Во время беспорядков в Англии в августе 2011 года, Carhartt WIP outlet store в северном районе Лондона Hackney был разграблен вандалами, ущерб исчислялся в тысячах фунтов украденной продукции. В память об этом бренд выпустил футболку с напечатанной на ней фотографией разграбленного магазина.
Сейчас одежду от этого бренда часто начали носить скейтеры и позиционируют этот бренд как скейтерский.

## Оперативные и корпоративные дела

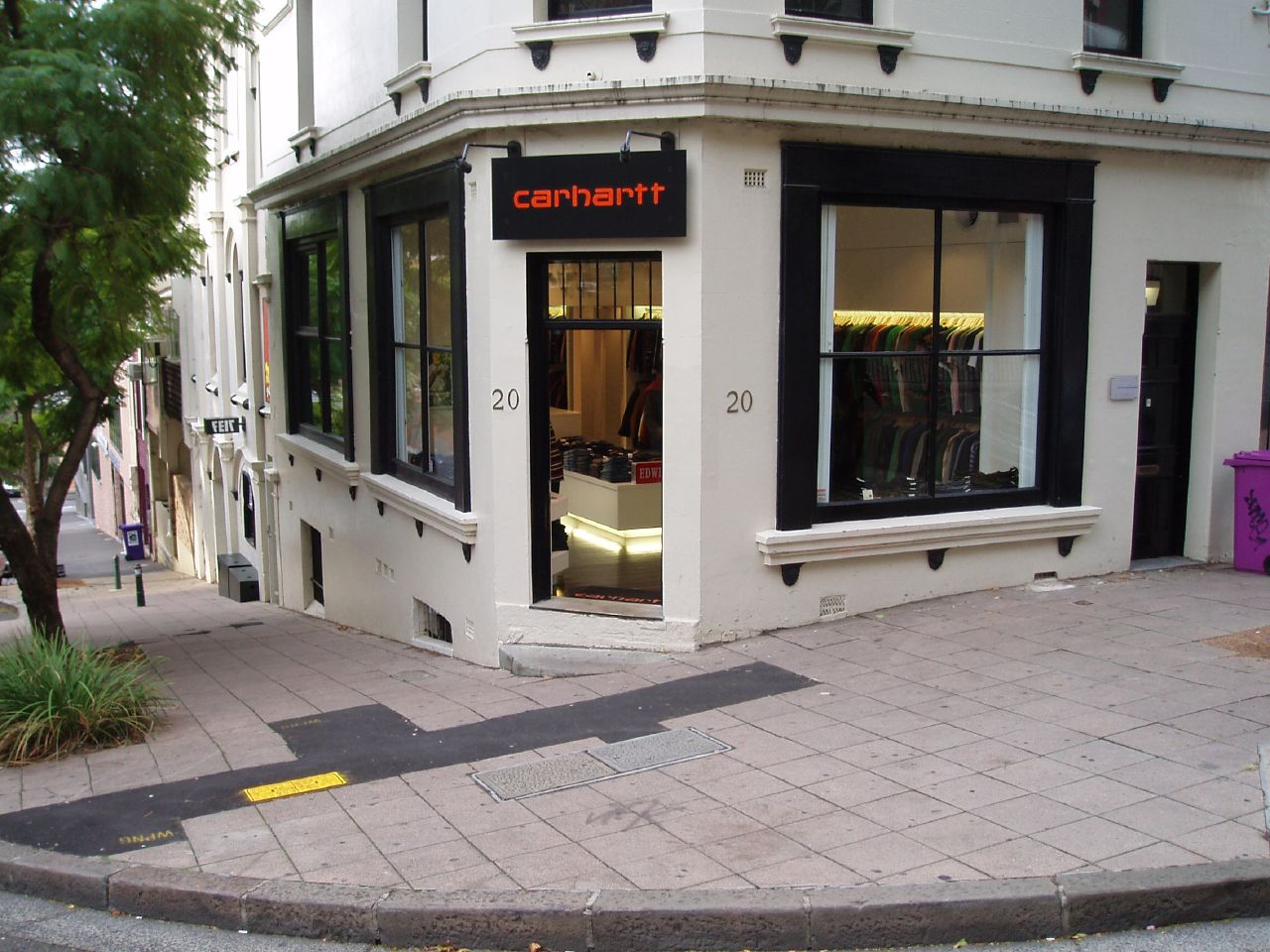
Магазин Carhartt в Сиднее, Австралия.

Carhartt по-прежнему сохраняет статус частной компании, управляемой потомками её основателя Гамильтона Кархарта.
С недавнего времени, Carhartt владеет и управляет несколькими фабриками и распределительными центрами в США. Carhartt имеет линию одежды «Union-Made in USA» распределяемую их ретейлерами. Компания имеет четыре фабрики в США. Фирма также старается поддерживать местных производителей. В 2015 году Carhartt приобрел девятнадцать с половиной миллионов фунтов хлопка из штата Джорджия, тридцать два миллиона пуговиц из Кентукки.
Из-за необходимости рефинансирования компании и жёсткой конкуренции производителей из стран «третьего мира», необходимости снижения цен продукции, производство многих нецентральных изделий Carhartt было переведено заграницу. Среди стран-производителей: Китай и Мексика. Carhartt требует у иностранных производителей соответствия международному сертификату WRAP.
По состоянию на 2003 год, Carhartt управлял четырьмя фабриками в двух мексиканских штатах, где было трудоустроено в сумме около 2000 рабочих. В 1997 году компания построила плантацию в Пенхамо, штат Гуанахуато, Мексика. В декабре 2001 года в городе Ирапуато компания открыла вторую плантацию в тридцати милях (примерно 50 км) от первой. В 2003 году Carhartt приобрёл два дополнительных завода в мексиканском штате Дуранго, все объекты компании в Мексике отвечают стандартам WRAP.
Дочерняя компания Carhartt EMEA (Европа, Средний Восток и Африка) была основана в 2006 году для поставок рабочей одежды на европейский рынок.

## Продажи и реклама

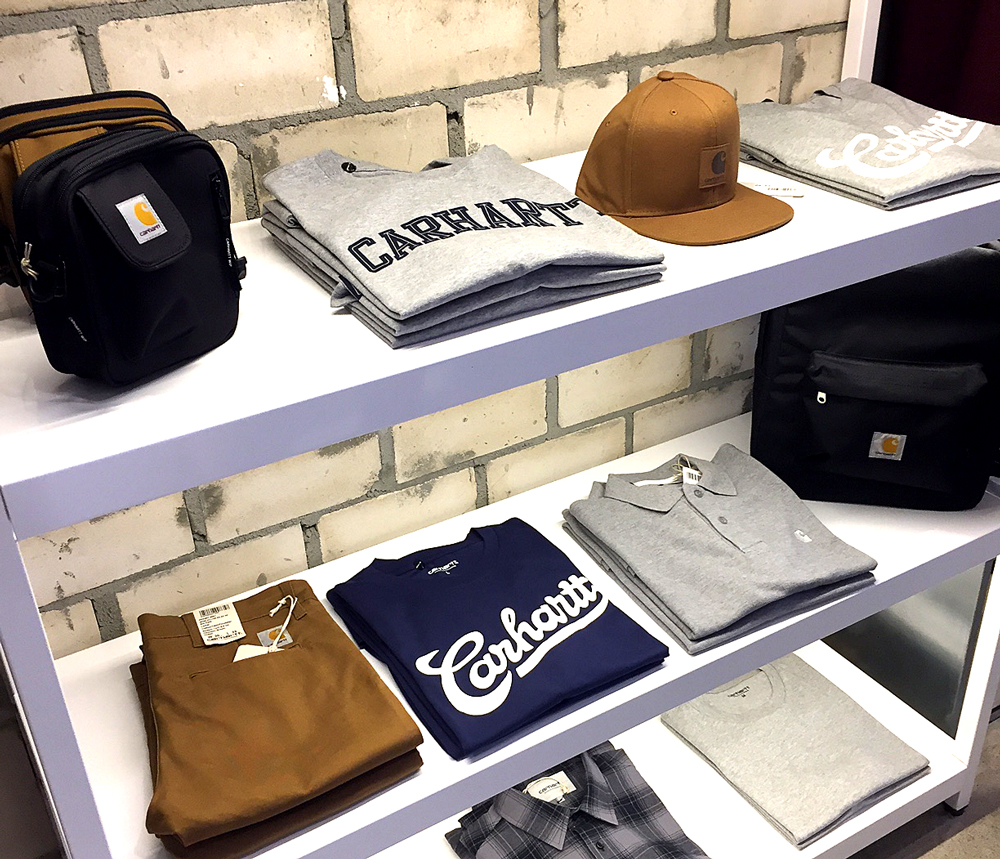
Прилавок магазина Carhartt в Гамбурге.

Carhartt реализует свою продукцию через множество ретейлеров, но отказывается поставлять одежду дисконтным магазинам, таким как американский K-Mart для защиты собственного бренда. В число наиболее важных клиентов входят крупные региональные фермерские хозяйства. Carhartt самостоятельно управляет своими магазинами на территории США. Забавным фактом является то, что вместо традиционного перерезания красной ленты при открытии нового магазина, в Carhartt кувалдой разбивают стену, закрывающую вход в магазин. Компания также управляет «флагманским» магазином в центре Детройта.
Carhartt разрабатывает все свои рекламные компании самостоятельно, что редкость для фирмы подобного масштаба. Объявления компании обычно появляются на сайтах связанных с физическим трудом. В прошлом Carhartt рекламировался в таких журналах как «Popular Mechanics» и «American Cowboy» со слоганами вроде: «Столь же прочные, как мужчины, носящие их». Недавно компания обновила свой стиль и в партнёрстве с американским актёром Джейсоном Момоа создали рекламу сёрфинга или охоты как семейной традиции, в другом ролике женщина готовила пончики в подтяжках фирмы.
В Канаде главный ретейлер компании Mark’s Work Wearhouse.

## В популярной культуре

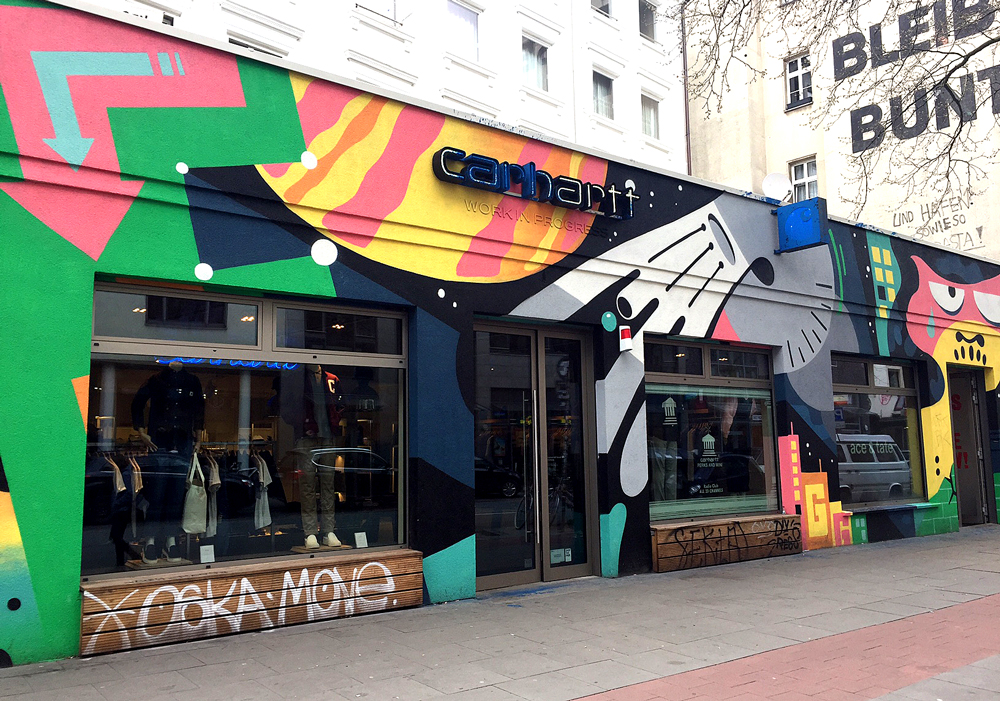
Магазин Carhartt в Гамбурге.

- Carhartt стал частью местной культуры на Аляске. В городе Талкитна проходит ежегодный «Кубок Carhartt». На ярмарке штата Аляска (Alaska State Fair[англ.]) проходят показы Carhartt. Carhartt способствовал росту рабочего класса на Аляске в конце XX века в связи с ростом нефтяной промышленности в регионе. Местный представитель компании по продажам Дуг Твиди тщательно развивал и поддерживал отношения с местными (несетевыми) магазинами, доминирующими на относительно изолированном рынке штата. В 2001 году на Аляске продажи изделий Carhartt на душу населения были выше, чем где бы то ни было в мире[6].
- Carhartt популярен среди американских политиков, пытающихся привлечь голоса «синих воротничков». Например, Сара Пэйлин, Рик Перри и Барак Обама были замечены в одежде от Carhartt[6].
- Независимый звукозаписывабщий лейбл Tommy Boy Records[англ.] использовал куртки Carhartt в своей рекламе. Tommy Boy раздала 800 таких курток «тестерам и людям, встреченных в правильных местах». Этот опыт был настолько успешен, что лэйбл стал заниматься одеждой и в дальнейшем. Carhartt в настоящее время популярен среди рэперов. На нью-йоркской хип-хоп сцене на исполнителях часто можно встретить горчичные и болотные куртки бренда[3]. Такие знаменитые рэперы как Тупак и Dr. Dre носили Carhartt. Куртки Carhartt и их эволюция в предмет моды была показана в Музее искусства в Бронксе (Bronx Museum of the Arts) на выставке под названием «One Planet Under a Groove: Hip-Hop and Contemporary Art» в 2002 году[6][18].
- Главные персонажи фильма «Интерстеллар» (2014) носили куртки Carhartt; в целом, продукты Carhartt были на экране около часа[5][19].[значимость факта?]
- На интервью порталу Deezer Тайлер Джозеф из группы Twenty One Pilots был в берете от Carhartt[20]
- Лиам Нисон носил куртку Carhartt в фильме «Before and After».[16]
- В фильме 1995 года «Дела в Нью-Джерси» режиссёра Ника Гомеса на экране часто мелькают куртки Carhartt[16].
- Главный персонаж телесериала «Люк Кейдж» от Marvel на Netflix часто одет в одежду от Carhartt на протяжении сериала. Его подпись «пуленепробиваемая толстовка» нанесена на худи от Carhartt[21].

## Спонсорство и филантропия
В США Carhartt спонсирует рабочие организации и мероприятия, такие как «Будущие фермеры Америки» и родео. Компания также является сторонником организованного труда. Carhartt спонсирует тренинги повышения квалификации, такие как «Helmets to Hardhats». Carhartt также является одним из главных спонсоров детройтского джазового фестиваля.
Во время террористические актов 11 сентября 2001 года в Нью-Йорке Carhartt пожертвовала тысячи комбинезонов для людей, участвовавших в спасательной операции.